# Özgürlük İçimizde
Az Özgürlük İçimizde (A szabadság bennünk van) Tarkan 2002-ben megjelent promóciós kislemeze, melyet a török telefontársaság, a Turkcell reklámkampányához (televíziós reklámok, naptár, telefonkártya) írt az énekes. A kazetta formátumban megjelent kislemezt nem lehetett lemezboltokban megvásárolni.

## Verziók
- 1. Özgürlük İçimizde (Orijinal Verziyon) – 4:02
- 2. Özgürlük İçimizde (Ozinga Alternatif Verziyon) – 3:22

## Külső hivatkozások
- (angolul) Dalszöveg